# Longiflagrum amphibium
Longiflagrum amphibium is een naaldkreeftjessoort uit de familie van de Parapseudidae. De wetenschappelijke naam van de soort is voor het eerst geldig gepubliceerd in 2009 door Stepien & Blazewicz-Paszkowycz.